# 兰贝斯
兰贝斯（英語：Lambeth）是英格兰中伦敦的一个行政区，位于伦敦的蘭貝斯倫敦自治市。在该市又位于查令十字区东南1英里（1.6千米）处。2011年人口為303,086人。
该区官方名字叫兰贝斯，但在火车站的高架桥将过去的城镇中心以泰晤士河隔开后，其南部稱為滑鐵盧。圣托马斯医院、伦敦眼、国立皇家剧院、皇家音乐厅、郡政厅和滑铁卢车站都位于这个区。

## 友好城市
- 法國 万塞讷

## 外部連結
- london-se1.co.uk （页面存档备份，存于） local news website
- Lambeth, In Their Shoes Lambeth history resource
- Lambeth Council （页面存档备份，存于）